# دوغلاس هاريس
دوغلاس هاريس هو لاعب هوكي الحقل كندي، ولد في 22 مارس 1966 في تورونتو في كندا، وتوفي في 1996.

## وصلات خارجية
- دوغلاس هاريس على موقع أوليمبيديا (الإنجليزية)
- دوغلاس هاريس على موقع اللجنة الأولمبية الكندية (الإنجليزية)